# Димитриос Големис
Димитриос Големис (грч. Δημήτριος Γολέμης; Лефкада, 15. новембар 1874 — 9. јануар 1941) је био грчки атлетичар, који је учествовао на првим Олимпијским играма 1896. у Атини.
Големис се такмичио у трци на 800 метара. У својој квалификационој групи је освојио друго место иза Француза Албена Лемизиоа и пласирао се у финале. Финална трка је имала само три такмичара, јер Лемизио није стартовао у финалу, па је Големис освојио треће место. Големис је бронзану медаљу као и сви трећепласирани такмичари ових игара, добио ретроактивно, јер на њима трећепласирани нису добијали ништа.
Големис се такмичио и у трци на 1.500 метара са још 7 тачмичара. Пласирао се у другој половини учесника, али су његов пласман и резултат остали непознати.
На првим Панхелеским играма 1899, Големис је био први на 800 метара. Дана 14. маја 1899. у Пиреју, поставио је рекод Панхеленских игара резултатом 2:15,2 минута.